# 孙绍先 (电机专家)
孙绍先（1913年—？）辽宁沈阳人，中华民国及中华人民共和国电机专家。

## 生平
1937年自清华大学电机系毕业，获电机工程学士学位，留校担任助教。同年抗日战争全面爆发后，随清华大学南迁，任西南联合大学电机系教员、讲师。后来留学美国，1945年获美国麻省理工学院硕士学位，曾是美国电机工程学会会员，美国麻省理工学院Sigma Xi学会会员，并在美国奇异电气公司任试验工程师。1947年回国担任清华大学副教授、教授。中华人民共和国成立后，继续任清华大学电机工程系教授，并任电机工程学会会员，电力系统规划专业委员会委员。
1953年，清华大学在三反五反运动期间，要求每个教授“脱裤子割尾巴”、“洗澡”，在大礼堂上台交代怎样受到地主资本家的罪恶影响，孙绍先遭受羞辱后，回家吞服大量安眠药自杀，经抢救生还。文革初期，孙绍先再次吃安眠药自杀，但因剂量不足而未死。1969年报名到清华大学江西鲤鱼洲农场劳动改造。在鲤鱼洲农场被认定有历史反革命嫌疑，受到审查，因而再次吃安眠药自杀，但经抢救又未死。1971年从鲤鱼洲农场回到北京，继续接受审查。同年底，因儿子孙立哲在延安当赤脚医生的事迹被《人民日报》以《一个活跃在延安山区的赤脚医生》为题报道，清华大学电机系和清华大学政工组停止了对孙绍先的审查。1975年，孙绍先应中共延安地委邀请，作为知青家长代表访问了延安，并到孙立哲所在村看望了儿子孙立哲。1982年，孙绍先夫妇同儿子孙立哲夫妇一家到了美国，在美国包饺子卖钱养家。孙绍先翻译校对，妻子马春浦给儿子孙立哲带孩子。1991年，孙立哲带着肝癌晚期的妻子回国治病，开始在国内创业。但同时，孙绍先也得了肺癌。两年中，孙立哲的妻子以及孙绍先先后病逝。

## 家庭
- 妻：马春浦（1921年—2015年），吉林省伊通县人，1943年在西南联大与孙绍先结婚。文革期间曾加入陶德坚领导的“红教联”，“红教联”倒台后随陶德坚一起遭到批斗[2]。
- 子：孙立哲，原名孙立喆，下乡插队期间担任赤脚医生为村民做手术，被《人民日报》报道，成为知名的知青。后出国留学[2]。